# Општина Моцацеј (Долж)
Моцацеј (рум. Moţăţei) општина је у Румунији у округу Долж.
Oпштина се налази на надморској висини од 69 m.